# Ned Rothenberg
Ned Rothenberg (Boston, Massachusetts, 15 de septiembre de 1956) es un multinstrumentista y compositor estadounidense de jazz contemporáneo. Está especializado en instrumentos de lengüeta, especialmente saxofón alto, clarinete, clarinete bajo, flauta, y shakuhachi (flauta de bambú japonesa). 

## Historial
Rothenberg se graduó en el Oberlin Conservatory of Music. Fue miembro fundador (junto con J. D. Parran y Robert Dick) del trío experimental de instrumentos de lengüeta, New Winds. Ha tocado con una gran cantidad de músicos, como Sainkho Namtchylak, Samm Bennett, Fred Frith, Paul Dresher, Yuji Takahashi, Elliott Sharp, John Zorn, Katsuya Yokoyama, Evan Parker, Marc Ribot, o Samir Chatterjee. Desde 1978 ha girado por todo el mundo haciendo conciertos en solitario.
Rothenberg vive en Nueva York desde 1978. Ha grabado para los sellos Lumina, Tzadik, New World, Axiom, Sub Rosa, Intuition, Victo, Leo, y Animul labels.

## Estilo
Ha desarrollado su trabajo en el campo de la música clásica contemporánea y en jazz contemporáneo, dentro de la corriente de "nuevos improvisadores", trabajando en la extensión de los resortes técnicos y armónicos de los instrumentos que toca (por ejemplo, ha desarrollado una técnica para tocar acordes con el saxofón). Sus composiciones tienen influencias tanto de la música clásica, como del jazz, el rock, y la world music. 